# 玄永哲
玄永哲（朝鲜语：／ Hyon Yong-chol，1949年1月11日—2015年4月30日）是朝鮮民主主義人民共和国政治人物、朝鮮人民軍军官，曾經被視為人民軍第二號人物，朝鲜劳动党中央政治局候补委员、朝鲜人民武力部部长（国防部长），曾任朝鲜人民军总参谋长，军事称号（军衔）为人民军次帥。

## 生平
玄永哲于2002年晋升朝鲜人民军中将。据朝鲜中央通讯社2010年9月28日报道，时任朝鲜民主主义人民共和国国防委员会委员长金正日于当月27日称，他已下达《给人民军指挥成员赋予军事称号的第0051号命令》，将玄永哲与金正恩、金敬姬、崔龙海、崔富日和金庆玉共六人一同晋升为人民军大将。晋升大将前，他是朝鲜人民军第8军（驻平安北道）的军长。
2009年3月，玄永哲当选最高人民会议第12届代议员，2010年11月和2011年12月分别被列入已故前国防委员会第一副委员长赵明禄次帅和已故国防委员会委员长金正日元帅的国家葬仪委员会委员名单中。其中在金正日国家葬仪委员会委员名单中，他列第77位。2012年2月，朝鲜官方高度评价了他为“建设社会主义强盛大国、增强国防力量”作出的莫大贡献，因此授予他金正日勋章。
据朝中社2012年7月17日报道，朝鲜劳动党中央军事委员会和朝鲜民主主义人民共和国国防委员会于当月16日发布决定，授予玄永哲朝鲜人民军次帅称号。
由于授予玄永哲次帅称号的决定是在解除李英浩的一切职务之后第二天做出的，因此外界猜测玄永哲可能接替李英浩的朝鲜人民军总参谋长职务，但当天的官方报道未做出进一步明确表示。果然，据朝中社7月18日的报道，在18日朝鲜最高领导人金正恩被授予元帅称号后，在平壤四二五文化会馆举行了人民军官兵决议大会，而在会上玄永哲以“朝鲜人民军总参谋长”的身份发言，显示他已经正式接替此前被解职的李英浩，担任人民军总参谋长。韩联社7月27日的报道提及他已经成为朝鲜劳动党中央军事委员会副委员长。
外界猜测，李英浩的下台和玄永哲的上位可能是朝鲜劳动党第一书记金正恩掌权后施行改革的新起点，将影响今后朝鲜局势的发展，因而格外关注。玄永哲被认为是金正恩统治时代崛起的政治新星之一。
据韩国《朝鲜日报》2012年10月11日的报道和配发的图片表明，玄永哲已被降级为大将。
2013年3月31日，在朝鲜劳动党中央委员会全体会议上被补选为中央政治局委员。5月22日，朝中社报道中称金格植为人民军总参谋长，这也意味着玄永哲已被免去朝鲜人民军总参谋长职务。
2014年6月，被任命为人民武力部部长，成为朝鲜国防委员会成员。

### 处决
2015年4月16日，玄永哲带领一个代表团在莫斯科出席国际安全大会（MCIS）。4月25日、26日，玄永哲和其他军方代表向已故领导人的雕像献花。4月27日、28日，玄永哲观看了牡丹峰乐团在人民文化宫为朝鲜人民军第五次训练干部大会与会者举行的祝贺演出。
5月13日，大韩民国国家情报院有关负责人在国会情报委员会进行非公开工作汇报时表示，玄永哲不仅在4月24日至25日举行的朝军活动上打盹，还和金正恩顶嘴，被指“不忠”，于4月29日至30日之间在平壤北部13英里处的姜健综合军官学校以叛国罪被用高射机枪公开处决，有上百名高级军官参观他的处决。但玄永哲被处决的具体原因还需进一步核实。
韩国国会议员辛京珉表示，玄永哲在“被处决”前一两天在平壤的音乐会亮相。根据先前处决张成泽的作风，如果朝鲜真想处决第二号人物，必须先保证他在所有场合上销声匿迹，所以“玄永哲被处决”的真实性值得怀疑。当日下午，国家情报院更正了消息，声称玄永哲已被清算，但可能未被处决。国家情报院获得了玄永哲被用高射机枪处决的情报，但尚未得到证实。韩联社报导玄永哲遭处决的新闻之后，朝中社外事处人员在接受新华社记者电话采访时说，该消息无法确定、不知真假，需要等待官方报道，朝中社不会进行澄清。《韩民族新闻》于5月18日发表社论称，玄永哲此前几天持续在朝鲜电视画面中出现，因此韩国国家情报院对外散布玄永哲的消息有操之过急的嫌疑，如果事后证明消息不属实，国情院将成为国际笑柄。韩国统一部发言人林丙哲表示韩国政府将对此保持密切关注。
6月16日，玄永哲被处决的消息获得朝鲜外交官员的证实。7月11日，朝中社首次确认人民武力部长已变更为朴永植；但朝鲜官方仍未回应有关玄永哲的各种报道。